# Violet Brown
Violet Brown (nascuda Violet Mosse; Parroquia de Trelawny, 10 de març de 1900 - Montego Bay, 15 de setembre de 2017) va ser una supercentenària jamaicana que va ser la persona viva verificada més anciana del món durant cinc mesos, entre la mort de la italiana Emma Morano el 15 d'abril de 2017 i la seva pròpia mort a l'edat de 117 anys i 189 dies el 15 de setembre de 2017. Va ser la cinquena persona més anciana de la història en el moment de la seva mort i, juntament amb la japonesa Nabi Tajima (en japonès, 田島 ナビ ; Prefactura de Kagoshima, 4 d'agost de 1900 - Kikai, 21 d'abril de 2018), va ser una de les dues últimes persones vives que se sap que van néixer al segle xix.

## Joventut
Violet Mosse va ser una dels quatre fills de John Mosse i Elizabeth Riley, nascuda a Duanvale, Trelawny, Jamaica Britànica. Va ser batejada als 13 anys a l'Església Baptista. Es va casar amb Augustus Gaynor Brown, amb qui va tenir una filla. Va tenir sis fills en total, quatre dels quals encara vivien en el moment de la seva mort el 2017.

## Longevitat
Brown va indicar en una entrevista d'abril de 2017 amb The Jamaica Observer que tenia més salut que els seus cinc fills restants i que no tenia malalties.
Quan se li va preguntar sobre els motius de la seva longevitat, Brown va afirmar que no hi havia cap fórmula secreta per a la seva llarga vida, dient a Jamaica Gleaner : «Realment i de veritat, quan la gent em pregunta què menjo i bec per viure tant de temps, els dic que jo menjo de tot, excepte carn de porc i pollastre, i que no bec rom».
Va ser la jamaicana més anciana que s'ha verificat mai i la primera supercentenària verificada de Jamaica. La seva data de naixement ha estat inscrita de forma diferent en diferents moments: 4 de març de 1900, 10 de març de 1900, i 15 de març de 1900. Tot i això, el 2014 el Grup de Recerca de Gerontologia va reconèixer oficialment la data de naixement del 10 de març de 1900.
Brown va néixer a Jamaica quan l'illa encara formava part de l'Imperi Britànic i va ser l'última súbdita viva de la reina Victòria.

## Vida personal
Brown va morir el 15 de setembre de 2017 a un hospital de Montego Bay, a l'edat de 117 anys i 189 díes després d'haver-se-li diagnosticat deshidratació i arrítmia una setmana abans. Després de la seva mort, Nabi Tajima es va convertir en la persona viva més anciana del món i l'última persona viva que havia nascut al segle xix.
El primer fill de Brown, Harland Fairweather, va morir el 19 d'abril de 2017, a l'edat de 97 anys i 4 dies. Es creu que va ser la persona més anciana amb un progenitor viu.